# Leirvíksfjørður
El Leirvíksfjørður, pronunciat [ˈlɔɹvʊiksˌfjøːɹʊɹ] en feroès, és un estret de les illes Fèroe que separa les illes d'Eysturoy (a l'oest), Borðoy (a l'est) i Kalsoy (al nord).
Limita al nord-oest amb el gran estret de Djúpini, entre Eysturoy i Borðoy, i al nord-est ho fa amb l'estret de Kalsoyarfjørður. Pel sud s'obre a l'Atlàntic.
A la riba del Leirvíksfjørður hi ha la població de Leirvík, de qui en pren el nom, així com el poble abandonat de Blankskáli.
Un transbordador de la companyia Strandfaraskip Landsins creuava l'estret des de Leirvík fins a Klaksvík. A causa de l'elevat volum de trànsit, el 2006 es va obrir el Norðoyatunnilin, un túnel submarí de 6.3 km de longitud (el segon més llarg de les Illes Fèroe després de l'Eysturoyartunnilin, inaugurat el 2020) que creua l'estret connectant ambdues poblacions. Aquest túnel va deixar obsoleta la línia de transbordador i avui la Strandfaraskip Landsins ofereix d'una línia de busos que fa el mateix servei.